# 广州国际金融中心
广州国际金融中心（英語：Guangzhou International Finance Center）亦称广州西塔（英語：Guangzhou West Tower），位于广州市天河区珠江新城西南部，毗邻花城大道和珠江西路，是珠江新城七大地标建筑之一。它由套间式办公楼、裙楼和主塔楼三部分组成，建筑总面积约44.8万平方米，是集办公、酒店、休闲娱乐为一体的综合性商务中心。
广州国际金融中心有437.51米高，103层，在建成当年成为仅次于上海环球金融中心的中国大陆第二高楼，曾为广州的最高楼。目前大楼已完全建成，并于2010年10月15日投入试运营。广州国际金融中心为越秀房產信託基金（港交所：0405）的物业之一。

## 建筑特色

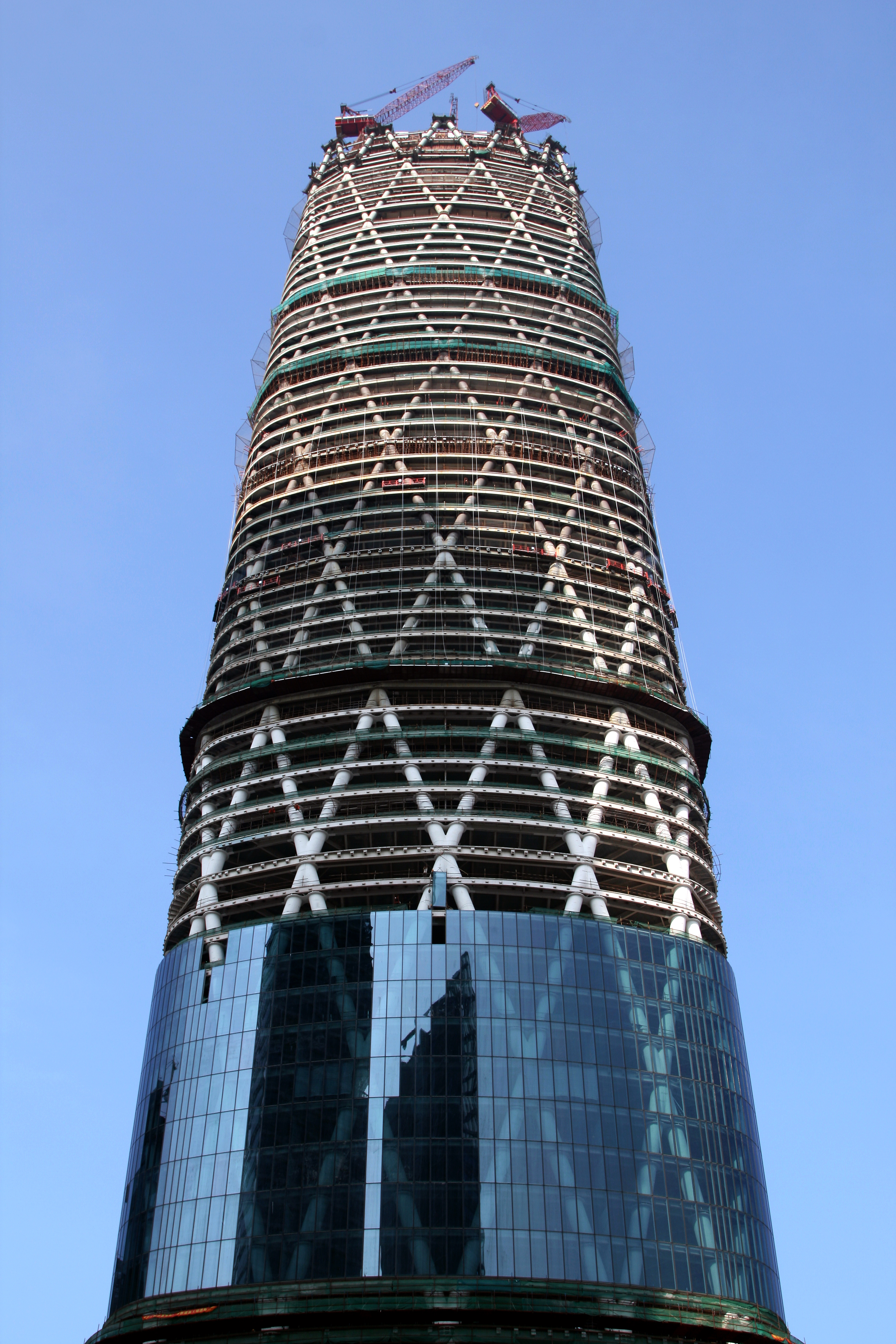
广州国际金融中心独创的建筑结构

广州国际金融中心的设计方案由英国威尔金森·艾尔建筑事务所与奥雅纳组成的团队共同完成。威尔金森·艾尔建筑事务所提供建筑方案，奥雅纳提供结构方案咨询。该方案经由广州市城市规划局于2004年组织的国际邀请竞赛征集的12个方案中选出的，其设计意念为“通透水晶”。
建筑结构采用钢管混凝土巨型斜交网格外筒与钢筋混凝土剪力墙内筒的结构体系，在世界超高层建筑中是唯一的一例。该结构具有足够的抗侧刚度和优异的抗震性能，能有效抵御强风、地震的侵袭。外墙采用全隐框玻璃幕墙系统，主体幕墙面积达到8.5万平方米。此外，主体建筑每隔15层会设置一个避难所以防火灾，每个避难所可容纳3000人，并设有3个消防楼梯，2个灭火器，两个喷水口。该层的外墙和天花板均涂有可耐烧3个小时的防火涂料，可有效阻隔火种蔓延；楼顶贮存有600立方米消防水，在供电中断、设备损坏的情况下，可采用重力水流灭火。

### 夜景灯光工程

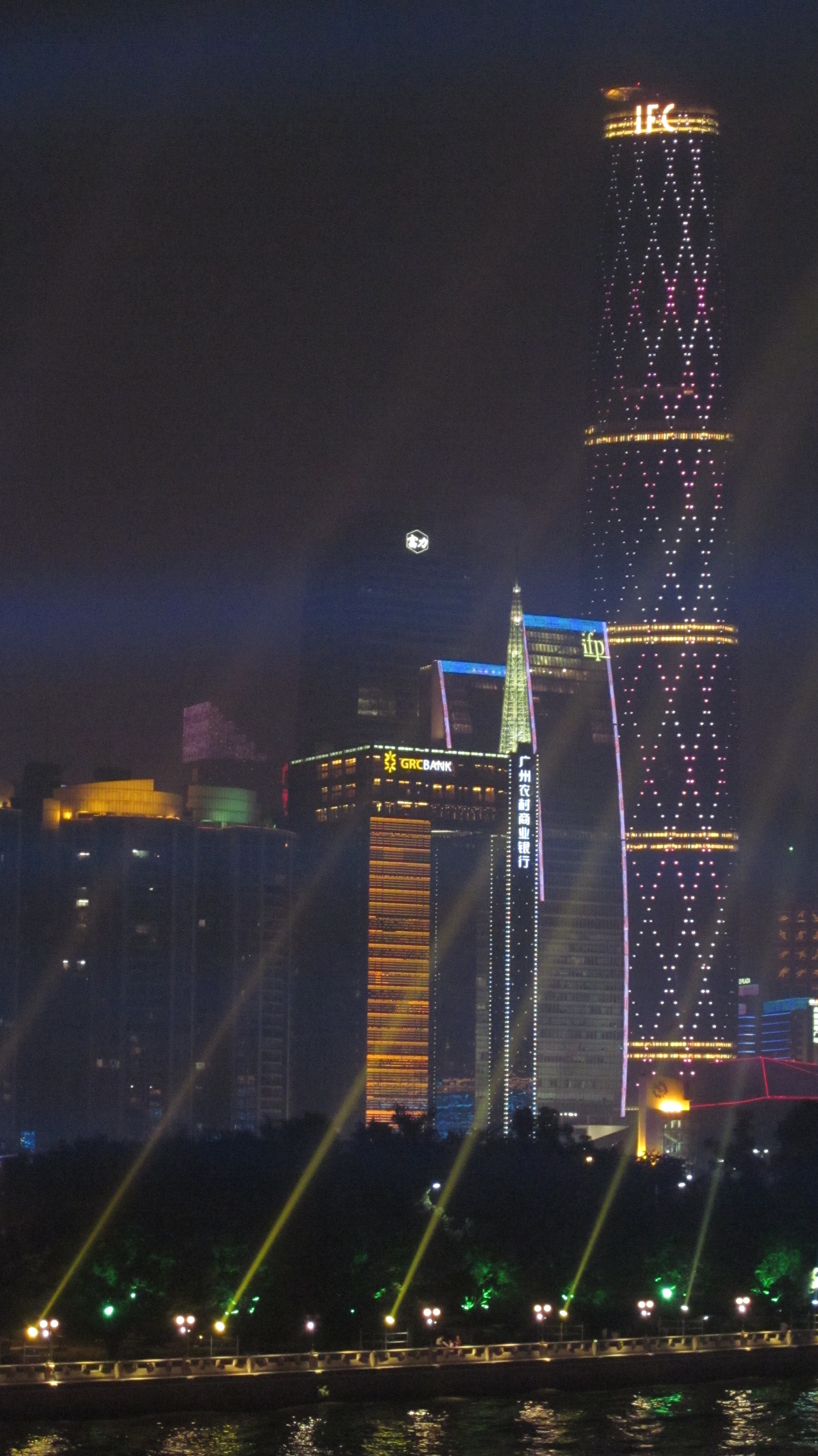
广州国际金融中心夜景

广州国际金融中心在夜晚照明采用大量LED灯具，点亮主建筑玻璃幕墙内的网状斜支撑结构。全层面的点状LED灯，伴随至下而上渐变的广度，暗示建筑物消失在空中，从而更加强调了建筑物的高度。设备层将被设计成黄色的发光光环。塔顶结构柱底部装有独立控制的上照式灯，让塔顶渐渐消失于天空中。大堂入口的结构柱底部装有白色玻璃片以改变上照式灯的效果，营造动感的光与影，特显结构柱的外型。裙楼及附楼建筑立面采用条型LED灯作节目变化，立求造型新颖，与主塔呼应。智能型控制系统将提供红、黄、绿、紫、蓝五种颜色的灯光效果。广州国际金融中心为此将安装10,000多套LED灯具，由光源制造商欧司朗提供。

## 建设
广州市城市建设开发有限公司、广州市城市建设开发集团有限公司、越秀投资有限公司（联合体）于2005年9月20日取得广州国际金融中心的开发权，预计项目总投资约60亿元人民币。建成后的广州国际金融中心将占地面积3.1万平方米，总建筑面积约44.8万平方米，由地下4层、地上103层的主塔楼和28层的附楼组成。负责施工建设的是中国建筑第四工程局和广州市建筑集团有限公司联合体。
- 2005年12月26日，广州西塔奠基动工。
- 2007年6月6日，地面以下工程完工。
- 2007年10月22日，广州西塔定名为广州国际金融中心[10]。
- 2007年12月5日，附楼主体结构封顶。
- 2008年5月29日，主楼主体开始玻璃幕墙安装。
- 2008年12月31日，广州国际金融中心举办主塔封顶仪式。
- 2010年10月15日，广州国际金融中心投入试运营[3]。
- 2011年7月14日，广州国际金融中心正式投入整体运营。[11]

## 功能划分

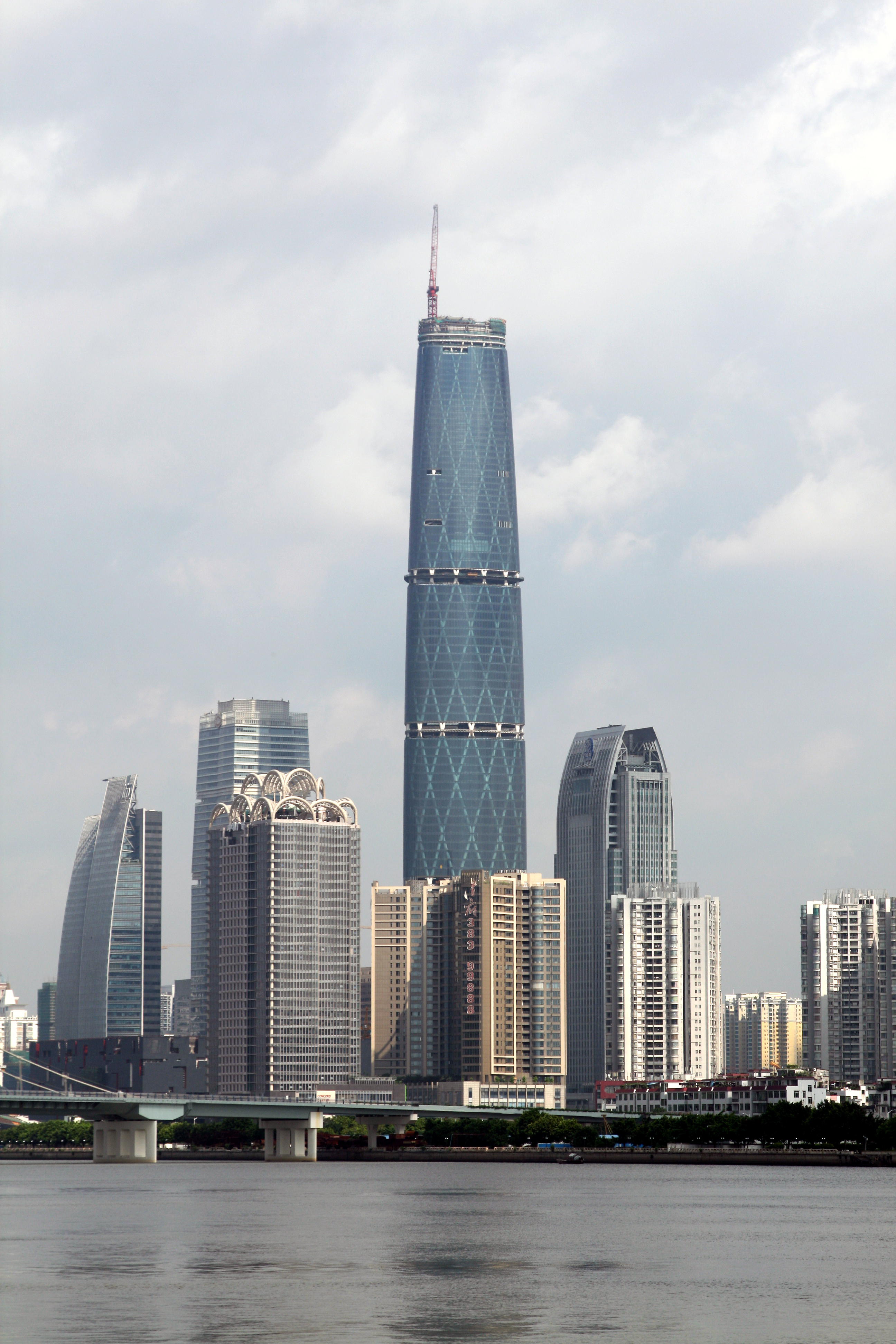
广州国际金融中心处于珠江新城核心区域

- 写字楼：主塔楼4-66层为适应国际机构入驻的超甲级写字楼，建筑面积17.4万平方米，三个写字楼大堂分别位于负一夹层，首层与二层。办公空间的层高为4.5米，是目前国内最高的写字楼层高。此外还配备高速大容量的特色双轿厢穿梭电梯及高端品牌高速电梯组合，以及环保的双银LOW-E中空玻璃幕墙、光纤网络及管理系统。租戶方面，以國內（尤其是省/市內）貿易及金融公司為主，其次為越秀集團各公司，亦有若干國內及國外金融機構入駐；此外，7、51、52樓亦開設了診所及兩所體檢中心；而英國、秘魯、哥倫比亞及葡萄牙四國駐廣州領事館，亦設於此廈。
- 酒店：主塔楼67-100层建有广州四季酒店，建筑面积9.1万平方米，由四季酒店集团管理。酒店中空大堂可直接仰望天空。99-100层为超高中空商务行政观光层，设有餐饮设施和高档健康休闲中心。
- 服务式公寓：南北两栋28层高的附楼，与雅诗阁（Ascott）公寓管理公司合作，打造成专业化的服务公寓，建筑面积5.1万平方米。
- 商务宴会及配套会议中心：附楼的裙楼为宴会厅和商务会议中心，设置有大中小型会议室、宴会厅、贵宾休息及高级商务餐厅等，同时配套功能齐全的会务设备，如同声传译、专业投影及放影、同步影相会议等。
- 商业中心：裙楼还规划有商业中心，共7层（负一、负一夹层至5层），建筑面积4.4万平方米。引入广州友谊集团，经营高端精品百货，提供国际品牌店、高档餐饮、银行与金融连锁机构等高档商务型配套服务。
- 停车场：地下停车场共4层，可提供车位1700个。[12][13]

| 樓層 | 設備/承租戶 |
| ---- | --- |
| 103  | 設備層 |
| 102  | 設備層 |
| 101  | 設備層 |
| 100  | 廣州四季酒店觀景台及餐廳、健身中心 |
| 99   | 廣州四季酒店觀景台及餐廳、健身中心 |
| 98   | 廣州四季酒店客房 |
| 97   | 廣州四季酒店客房 |
| 96   | 廣州四季酒店客房 |
| 95   | 廣州四季酒店客房 |
| 94   | 廣州四季酒店客房 |
| 93   | 廣州四季酒店客房 |
| 92   | 廣州四季酒店客房 |
| 91   | 廣州四季酒店客房 |
| 90   | 廣州四季酒店客房 |
| 89   | 廣州四季酒店客房 |
| 88   | 廣州四季酒店客房 |
| 87   | 廣州四季酒店客房 |
| 86   | 廣州四季酒店客房 |
| 85   | 廣州四季酒店客房 |
| 84   | 廣州四季酒店客房 |
| 83   | 廣州四季酒店客房 |
| 82   | 廣州四季酒店客房 |
| 81   | 設備層 |
| 80   | 廣州四季酒店客房 |
| 79   | 廣州四季酒店客房 |
| 78   | 廣州四季酒店客房 |
| 77   | 廣州四季酒店客房 |
| 76   | 廣州四季酒店客房 |
| 75   | 廣州四季酒店客房 |
| 74   | 廣州四季酒店客房 |
| 73   | 廣州四季酒店客房 |
| 72   | 廣州四季酒店客房 |
| 71   | 廣州四季酒店客房 |
| 70   | 廣州四季酒店空中大堂 |
| 69   | 廣州四季酒店客房 |
| 68   | 設備層、酒店後勤設施 |
| 67   | 設備層、酒店後勤設施 |
| 66   | 辦公樓層 |
| 65   | 越秀集團 |
| 64   | 越秀集團 |
| 63   | 廣州越秀金融控股集團 |
| 62   | 廣東雪松控股集團 |
| 61   | 廣州基金 |
| 60   | 設備層、避火層 |
| 59   | 广州科技金融创新投资控股有限公司 |
| 58   | 辦公樓層 |
| 57   | 广州南帆投资有限公司（5701室）、广州市新御房地产开发有限公司（5705-06室） |
| 56   | 南粵基金（5601室） |
| 55   | 辦公樓層 |
| 54   | Servecorp虛擬辦公室（租戶包括安華美博集團、广州市锐尚数码科技有限公司） |
| 53   | 广州实盈投资管理有限公司（5303室）、广东同熙投资有限公司（5304室） |
| 52   | 瑞慈廣州西塔體檢中心（5202-06室） |
| 51   | 愛康國賓體檢（5102-06室） |
| 50   | 華夏基金（5002室）、广东天玺贵金属经营有限公司（5003-04室）、嘉实财富管理有限公司（5005室自編A室） |
| 49   | 空中大堂 |
| 48   | 空中大堂 |
| 47   | 光鼎国际控股集团有限公司（4701室）、中财沃顿资本管理有限公司（4702-03室）、广东国际商品交易中心有限公司（4706室）                                                                                        |
| 46   | 广州嘉盈投资管理有限公司（4603室） |
| 45   | 融捷投資控股集團（4501室） |
| 44   | 广东南方财经全媒体集团股份有限公司（4403-04室） |
| 43   | 广州锦酒洞藏酒业有限公司（4302室） |
| 42   | 永隆銀行（4202-04室） |
| 41   | 辦公樓層 |
| 40   | 广州越秀资产管理有限公司 |
| 39   | 广州中妆贸易有限公司（3902-03室）、广东维藏药业有限公司（3904室）、广州骏和投资顾问有限公司（3905室）、广州万机信息科技有限责任公司（3906室）、三菱電機（3908室）                                        |
| 38   | 俄罗斯博克进口有限公司（3805室）、國融證券（3807室）、广州潘都新光科技有限公司（3808室）、和乐网管理咨询（上海）有限公司（3809室）、葡萄牙駐廣州總領事館（3811室）、天津鑫灃貴金屬經營有限公司（3812室） |
| 37   | 广州三芽贸易有限公司（3709室）、怡安集團（3710-12室） |
| 36   | 广东标普建筑装饰设计工程有限公司、广州巨鸟网络科技有限公司（3604室）、广州古格投资有限公司（3605室）、宜信財富（3606-11室）、哥倫比亞駐廣州總領事館（3612室）                                            |
| 35   | 广东膺真实业有限公司（3501室自編01室）、北京中普信富投资管理有限公司（3503室）、聯塑集團（3509室）、广州好莱坞品牌管理有限公司（3510室）                                                                 |
| 34   | 广州益创投资有限公司（3406室）、安聯財產保險（中國）（3410室） |
| 33   | 中睿智慧融资租赁（深圳）有限公司（3301室）、錦天城律師事務所（3302-07室） |
| 32   | 秘魯駐廣州總領事館（3201室）、意大利對外貿易協會（3203室）、苏州市博客多信息技术有限公司（3205室）、广州盛诺一家医院管理咨询有限公司（3209室）、浙江长荣商品经营有限公司（3210-12室）                    |
| 31   | 空中大堂、广东茂昌实业有限公司（3105室） |
| 30   | 空中大堂 |
| 29   | H&H國際控股 |
| 28   | 中國出口信用保險公司廣東分公司（2801-06室） |
| 27   | 广州和凤生物科技有限公司（2730室） |
| 26   | 广东小石头投资管理有限公司（2602室）、广东圆邦酒业股份有限公司（2605室）、广东盈生力健康科技有限公司（2606室）                                                                                           |
| 25   | 广州寰盛投资顾问有限公司（2501-02室）、廣州瑞豐集團股份有限公司（2506室） |
| 24   | 陶氏化學（2401-03室）、台灣銀行（2404-06室） |
| 23   | 广州润都集团有限公司（2301室）、广州南洋投资有限公司（2302室） |
| 22   | 英國駐廣州總領事館（2201室）、法國興業銀行（2203室） |
| 21   | 广州筑力投资顾问有限公司（2101室自編04室）、北京恒昌汇财投资管理有限公司（2109室） |
| 20   | 廣州證券 |
| 19   | 廣州證券 |
| 18   | 力德教育（1801室自編01室）、广东圣彩贸易有限公司（1801室自編02-03室）、广州和佰川生物科技有限公司（1809室）                                                                                              |
| 17   | 广州市越卓投资管理有限公司（1701室自編E室）、广州哲兰建筑材料有限公司（1708自編02室） |
| 16   | 广州市雅兴达国际经济信息咨询有限公司（1603室）、广州市斯域国际经济信息咨询有限公司（1605室） |
| 15   | 越秀地產（1501室）、广州市城市建设开发集团有限公司（1504室） 、广州孺票贸易有限公司（1508室） |
| 14   | 广州盈胜投资有限公司 |
| 13   | 設備層、避火層 |
| 12   | 辦公樓層 |
| 11   | 珠海市蜜蜂科技有限公司（1101室）、越秀地產（1103室） |
| 10   | 廣州期貨（1007-12室） |
| 9    | 諾基亞貝爾（904-09室） |
| 8    | 交通銀行（806-10室）、中國農業銀行（811-12室） |
| 7    | 中國銀行（701、711-12室）、广州天娜瑞朝企业管理咨询有限公司（702-05室）、廣州證券（706-07室）、广州拜博广德诊所有限公司（708室）、广州欣生母婴护理咨询有限公司（720室）                                  |
| 6    | 辦公樓層 |
| 5    | 辦公樓層 |
| 4    | 美國銀行（401-01A室）、广州越秀金融科技有限公司（401C室）、广证恒生证券研究所有限公司 |
| 3    | 大堂中空部分、結構樓層（無實際用途） |
| 2    | 寫字樓大堂、廣州四季酒店入口大堂 |
| 1    | 寫字樓大堂、廣州四季酒店入口大堂 |
| BM   | 廣州友誼商店、寫字樓大堂、物業管理處 |
| B1   | 廣州友誼商店、停車場 |
| B2   | 停車場、貨物起卸區 |
| B3   | 停車場、機電層 |
| B4   | 停車場、機電層 |

## 酒店
广州四季酒店位於广州国际金融中心（IFC）103层主塔楼顶部的69-100層，是四季酒店集團旗下的奢華酒店之一。矗立于风光旖旎的珠江河畔，广州四季酒店拥有344间豪华客房及奢华套房、七家風格各異的高級餐厅和酒吧、城内最顶级会务场所，以及私密独享的花水疗中心。
另外在南裙樓1-5層，包含酒店擁有的3个宴会厅及8个多功能会议厅，配备各种先进的技术设备，可用於策划团体活动或各类型的商务会议。

## 公寓
广州国际金融中心雅诗阁服务公寓，由全球最大的国际服务式公寓业主及运营商雅诗阁有限公司进行运营管理，位於附樓的7-28層。内设酒店式服务大堂，豪华会所包括恒温游泳池、 SPA、阅览室、西餐咖啡厅、24小时便利店、自助银行等，并提供多款公寓户型。

## 外交机构
共有六个国家的驻广州总领事馆设置在大厦内，包括：
- 大不列颠及北爱尔兰联合王国驻广州总领事馆（22层）
- 秘鲁共和国驻广州总领事馆（3201）
- 哥伦比亚共和国驻广州总领事馆（3612）
- 葡萄牙共和国驻广州总领事馆（3811）
- 委内瑞拉玻利瓦尔共和国驻广州总领事馆（801）
- 巴拿马共和国驻广州总领事馆（705）

## 入駐租戶
- 越秀集團（64-65樓）
- 廣州越秀金融控股集團（發展商子公司）（63樓）
- 廣東雪松控股集團（62樓）
- 廣州基金（發展商子公司）（61樓）
- 广州科技金融创新投资控股有限公司（59樓）
- 广州市新御房地产开发有限公司（5705-06室）
- 广州南帆投资有限公司（5701室）
- 南粵基金（5601室）
- Servecorp虛擬辦公室（54樓）
- 广东同熙投资有限公司（5304室）
- 广州实盈投资管理有限公司（5303室）
- 瑞慈廣州西塔體檢中心（5202-06室）
- 愛康國賓體檢（5102-06室）
- 嘉实财富管理有限公司（5005室自編A室）
- 广东天玺贵金属经营有限公司（5003-04室）
- 華夏基金（5002室）
- 广东国际商品交易中心有限公司（4706室）
- 中财沃顿资本管理有限公司（4702-03室）
- 光鼎国际控股集团有限公司（4701室）
- 广州嘉盈投资管理有限公司（4603室）
- 融捷投资控股集团（4501室）
- 广东南方财经全媒体集团股份有限公司（4403-04室）
- 广州锦酒洞藏酒业有限公司（4302室）
- 永隆銀行（4202-04室）
- 广州越秀资产管理有限公司（發展商子公司）（40樓）
- 三菱電機（3908室）
- 广州万机信息科技有限责任公司（3906室）
- 广州骏和投资顾问有限公司（3905室）
- 广东维藏药业有限公司（3904室）
- 广州中妆贸易有限公司（3902-03室）
- 天津鑫灃貴金屬經營有限公司（3812室）
- 葡萄牙駐廣州總領事館（3811室）
- 和乐网管理咨询（上海）有限公司（3809室）
- 广州潘都新光科技有限公司（3808室）
- 國融證券（3807室）
- 俄罗斯博克进口有限公司（3805室）
- 怡安集團（3710-12室）
- 广州三芽贸易有限公司（3709室）
- 哥倫比亞駐廣州總領事館（3612室）
- 宜信財富（3606-11室）
- 广州古格投资有限公司（3605室）
- 广州巨鸟网络科技有限公司（3604室）
- 广东标普建筑装饰设计工程有限公司（36樓部分）
- 广州好莱坞品牌管理有限公司（3510室）
- 聯塑集團（3509室）
- 北京中普信富投资管理有限公司（3503室）
- 广东膺真实业有限公司（3501室自編01室）
- 安聯財產保險（中國）（3410室）
- 广州益创投资有限公司（3406室）
- 錦天城律師事務所（英语：AllBright Law Offices）（3302-07室）
- 中睿智慧融资租赁（深圳）有限公司（3301室）
- 浙江长荣商品经营有限公司（3210-12室）
- 广州盛诺一家医院管理咨询有限公司（3209室）
- 苏州市博客多信息技术有限公司（3205室）
- 意大利对外贸易协会（3203室）
- 秘魯駐廣州總領事館（3201室）
- 广东茂昌实业有限公司（3105室）
- H&H國際控股（29樓）
- 中国出口信用保险公司广东分公司（2801-06室）
- 广州和凤生物科技有限公司（2730室）
- 广东盈生力健康科技有限公司（2606室）
- 广东圆邦酒业股份有限公司（2605室）
- 广东小石头投资管理有限公司（2602室）
- 广州瑞丰集团股份有限公司（2506室）
- 广州寰盛投资顾问有限公司（2501-02室）
- 台灣銀行（2404-06室）
- 陶氏化學（2401-03室）
- 广州南洋投资有限公司（2302室）
- 广州润都集团有限公司（2301室）
- 法國興業銀行（2203室）
- 英國駐廣州總領事館（2201室）
- 北京恒昌汇财投资管理有限公司（2109室）
- 广州筑力投资顾问有限公司（2101室自編04室）
- 广州和佰川生物科技有限公司（1809室）
- 广东圣彩贸易有限公司（1801室自編02-03室）
- 力德教育（1801室自編01室）
- 广州哲兰建筑材料有限公司（1708自編02室）
- 广州市越卓投资管理有限公司（發展商子公司）（1701室自編E室）
- 广州市斯域国际经济信息咨询有限公司（1605室）
- 广州市雅兴达国际经济信息咨询有限公司（1603室）
- 广州孺票贸易有限公司（1508室）
- 广州市城市建设开发集团有限公司（發展商子公司）（1504室）
- 广州盈胜投资有限公司（14樓）
- 越秀地產（發展商子公司）（1103室及1501室）
- 珠海市蜜蜂科技有限公司（1101室）
- 廣州期貨（發展商子公司）（1007-12室）
- 諾基亞貝爾（904-09室）
- 中國農業銀行（811-12室）
- 交通銀行（806-10室）
- 广州欣生母婴护理咨询有限公司（720室）
- 广州拜博广德诊所有限公司（708室）
- 廣州證券（發展商子公司）（706-07室、19-20樓）
- 广州天娜瑞朝企业管理咨询有限公司（702-05室）
- 巴拿马驻广州总领事馆（705）
- 中國銀行（701、711-12室）
- 美國銀行（401-01A室）
- 广州越秀金融科技有限公司（發展商子公司）（401C室）
- 广证恒生证券研究所有限公司（發展商子公司）（4樓部分）

## 電梯配置
广州国际金融中心电梯配置列表（多数采用奧的斯制高速升降机，少数采用迅达制升降机）
- A1-A6（6部来往14/F-22/F之办公电梯，由奥的斯制造）：B1M、1、12、14-22
- A7-A12（6部來往40/F-49/F之辦公電梯，由奥的斯制造）：30、40-49
- B1-B6（6部来往4/F-12/F之办公电梯，由迅达制造）：B1M、1、4-12
- B7-B12（6部来往31/F-40/F之办公电梯，由迅达制造）：31-40
- B13-B18（6部来往49/F-58/F之办公电梯，由迅达制造）：49-58
- B19-B22（4部来往酒店客房之电梯，由奥的斯制造）：69-72、74-80、82-100
- C1-C6（6部来往22/F-31/F之办公电梯，由奥的斯制造）：1、12、22-31
- C7-C12（6部来往58/F-65/F之办公电梯，由奥的斯制造）：48、58-65
- C13-C14（2部来往酒店配套设施之专用电梯，由奥的斯制造）：70-72、99-100（C13可停68/F）
- G1-G2（2部办公专用之服务电梯，由奥的斯制造）：B3-B1、B1M、1、4-67（G1可停2/F）
- G3-G4（2部转换层专用之服务电梯，由奥的斯制造）：B2-B1、B1M、1、67
- G5-G6（2部酒店专用之服务电梯，由奥的斯制造）：67-102
- G7（1部餐饮专用之服务电梯，制造厂商待查）：67-72
- G8（1部后勤专用之服务电梯，制造厂商待查）：67-80、82-87
- G9（1部后勤专用之转换电梯，制造厂商待查）：69-70
- H1-H4（4部来往酒店空中大堂之穿梭电梯，由奥的斯制造）：1、70（H2、H3可停B2/F）
- L1-L4（4部来往低区办公空中大堂之穿梭电梯，双层，由奥的斯制造）：1/2、30/31
- P1-P4（4部来往停车场及办公大堂之转换电梯，由迅达制造）：B4-B2、BM、1-2
- U1-U4（4部来往高区办公空中大堂之穿梭电梯，双层，由奥的斯制造）：1/2、48/49

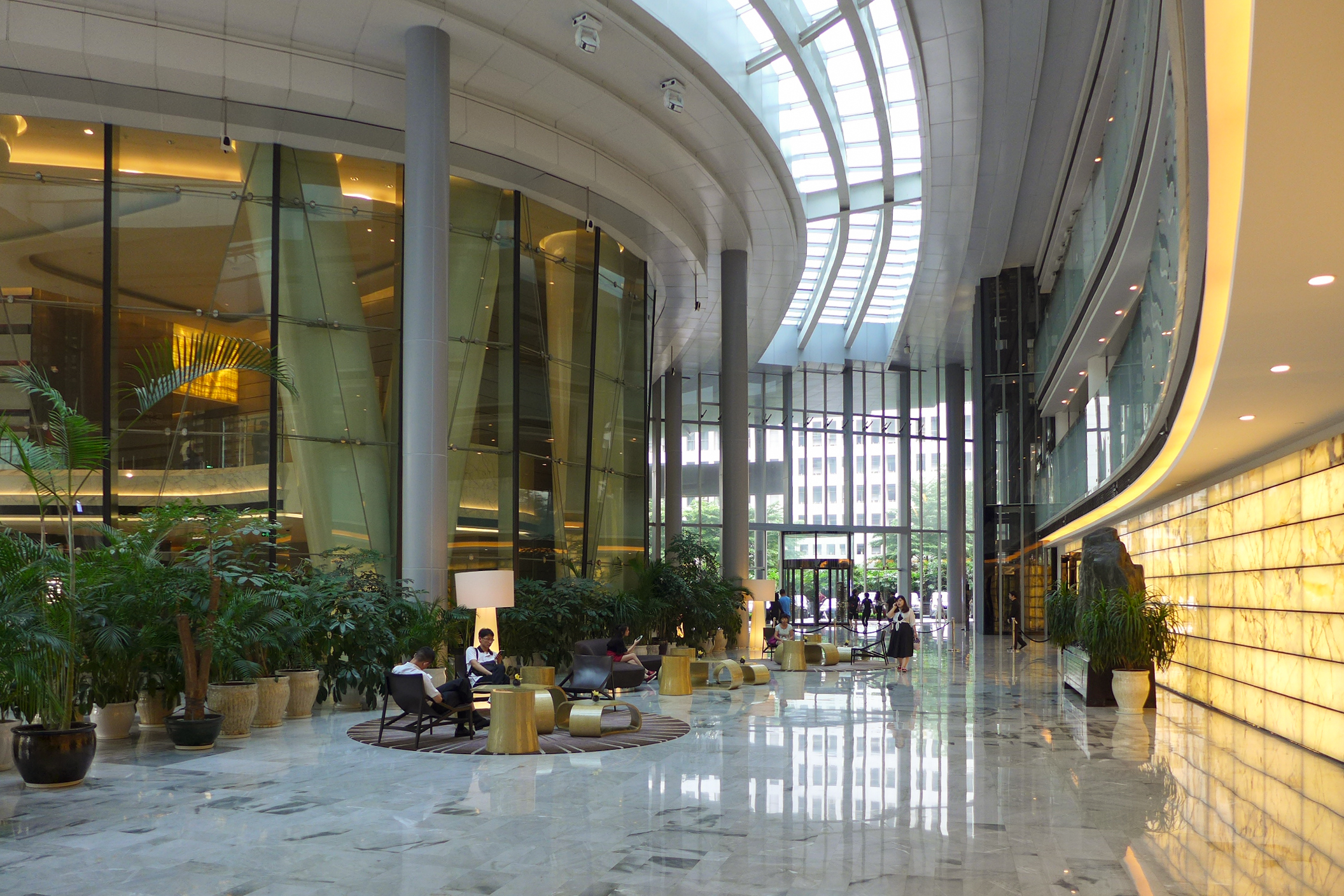
广州国际金融中心大堂

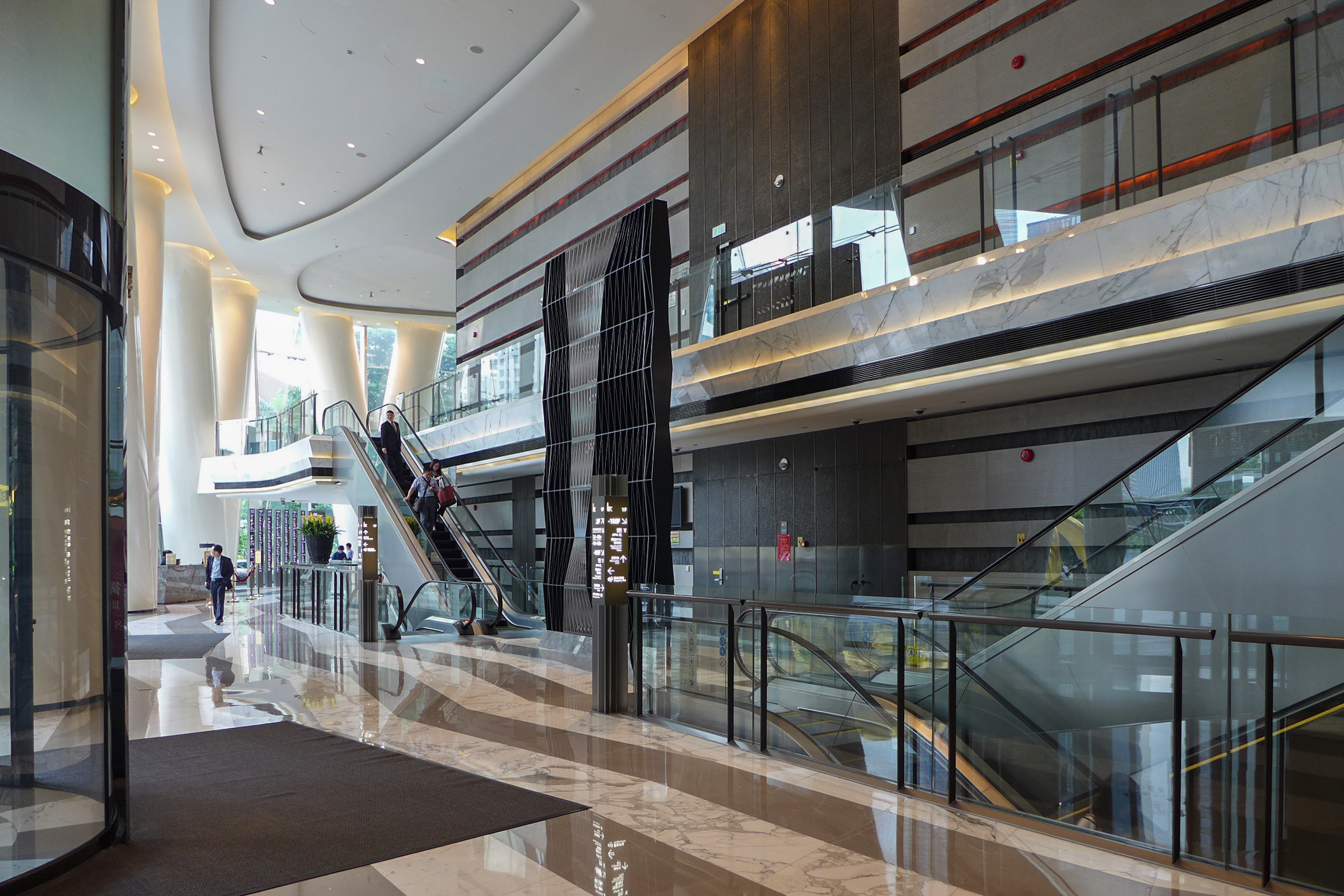
写字楼大堂

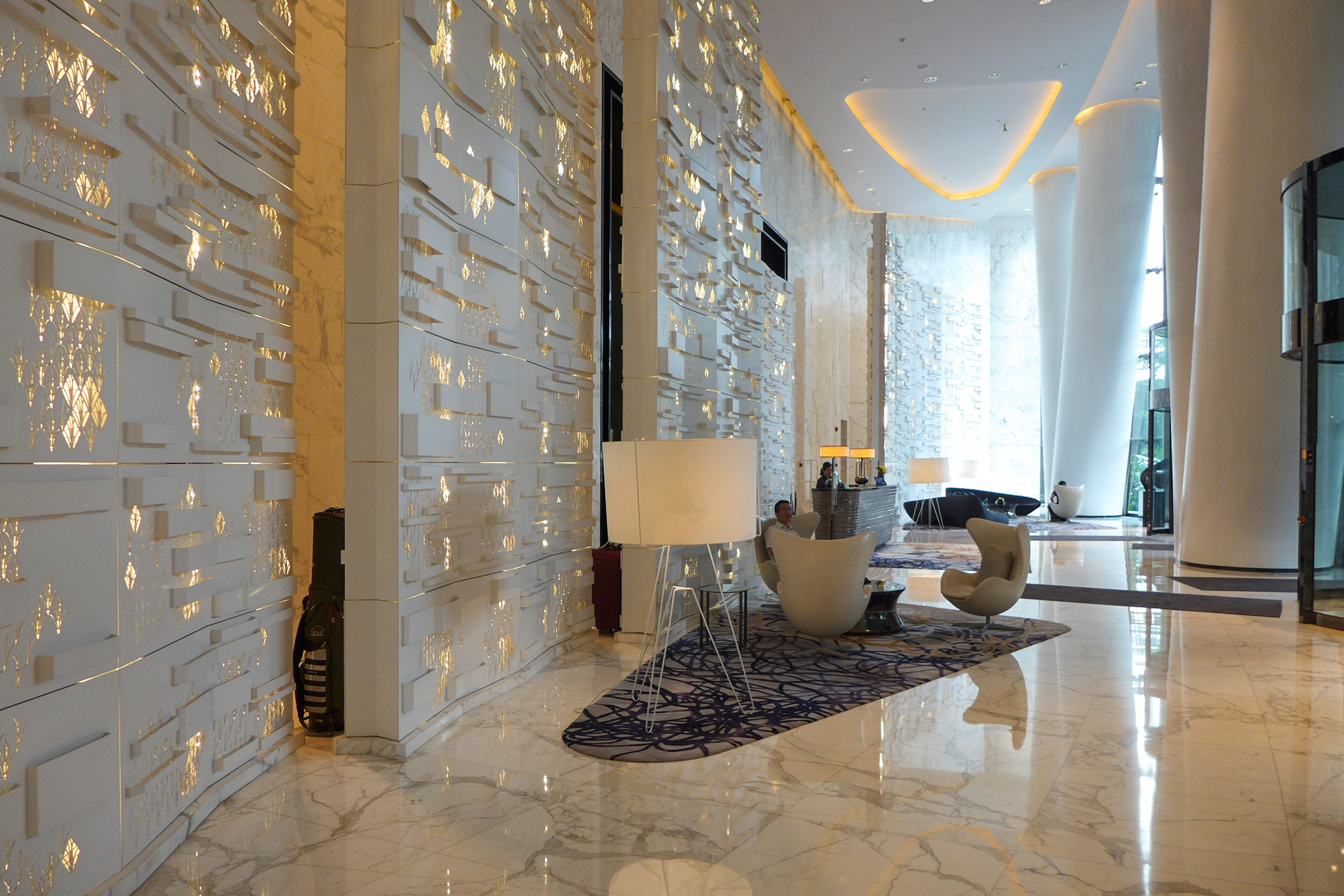
广州四季酒店大堂

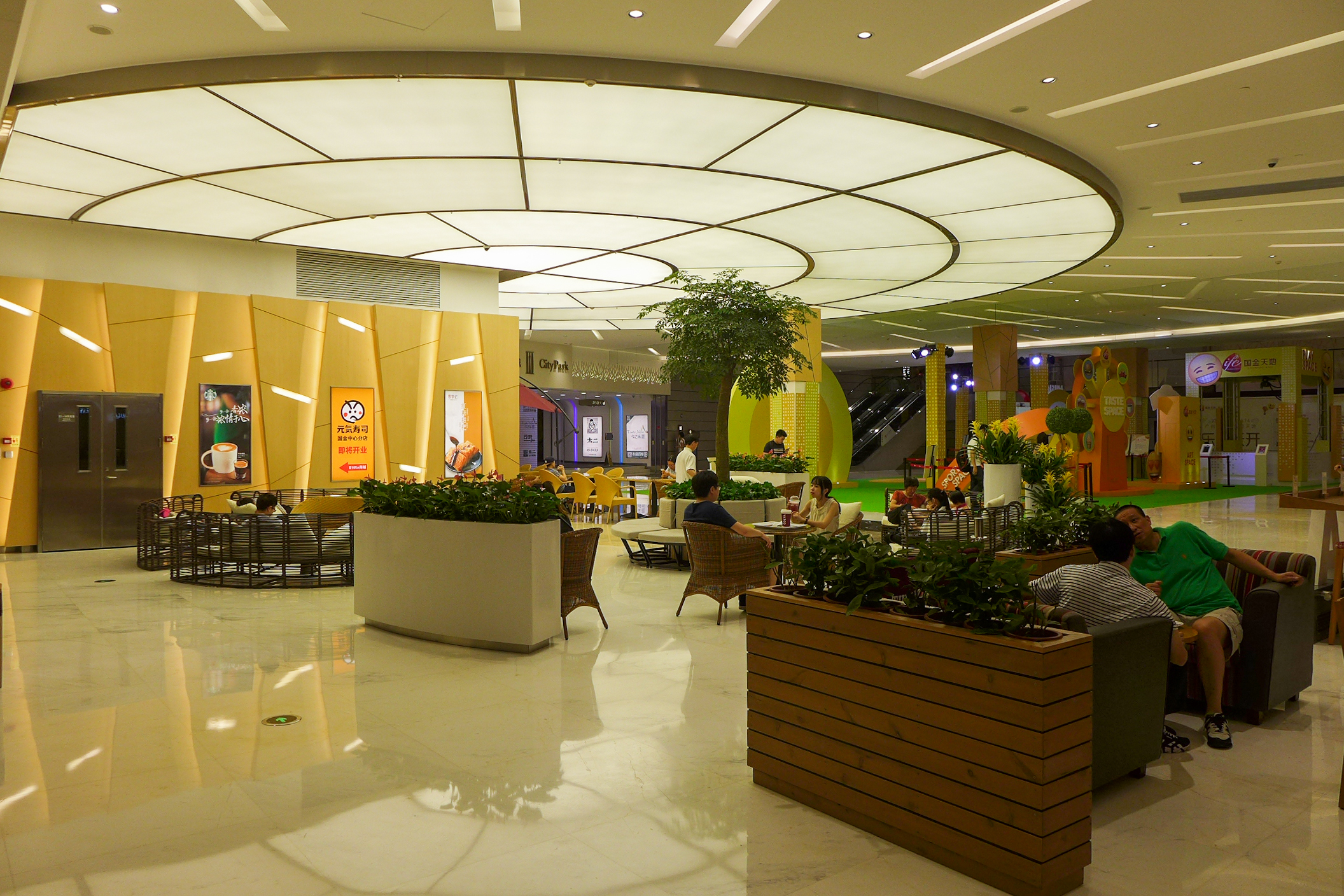
地庫商場

總電梯數: 73